# Wahlen 1903
◄◄ | ◄ | 1899 | 1900 | 1901 | 1902 | Wahlen 1903 | 1904 | 1905 | 1906 | 1907 | ► | ►►

Weitere Ereignisse

## Europa

### Dänemark
Parlamentswahl am 16. Juni, Johan Henrik Deuntzer bleibt Ministerpräsident.

### Deutschland
Die Reichstagswahl am 16. Juni 1903 war die Wahl zum 11. Deutschen Reichstag. Die Wahlbeteiligung lag bei etwa 76 %, deutlich höher als bei der Reichstagswahl 1898. Die „Kartellparteien“ und das Zentrum hielten sich stabil. Sie hatten die Regierung um Reichskanzler Bernhard von Bülow im Wesentlichen unterstützt.

### Norwegen
- Wahl des norwegischen Parlaments.

### Vatikan
Das Konklave 1903 tagte vom 31. Juli bis zum 4. August 1903, nachdem Papst Leo XIII. am 20. Juli 1903 nach über 25 Jahren im Amt gestorben war. Gewählt wurde der Erzbischof und von Patriarch von Venedig; er nahm den Namen Pius X. an.

## Australien
- Parlamentswahlen.